# John B. Kendrick

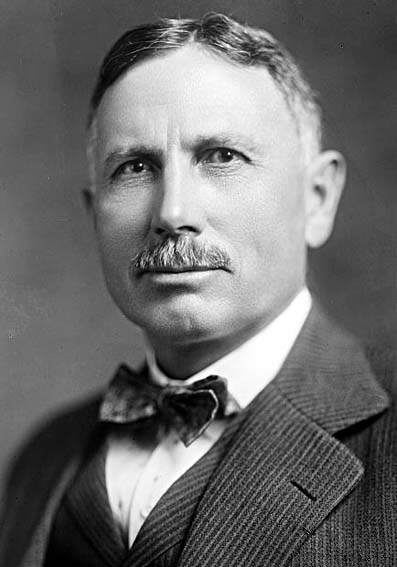

John Benjamin Kendrick (ur. 6 września 1857, zm. 3 listopada 1933 w Sheridan w stanie Wyoming) – amerykański polityk, działacz Partii Demokratycznej.
Od 1910 do 1914 zasiadał w Senacie stanu Wyoming. W latach 1915–1917 pełnił funkcję gubernatora tego stanu. Od 1917 do śmierci był senatorem 1. klasy z Wyomingu.
20 stycznia 1891 poślubił Eulę Wulfjen. Para miała dwoje dzieci.